# República Popular de Tuvá
La República Popular de Tuvá (en tuvano: Тыва Арат Республик, romanizado: Tyva Arat Respublik; yanalif: Tьʙа Arat Respuʙlik, IPA: tʰɯˈʋa aˈɾatʰ resˈpʰuplik), hasta 1926 denominada República Popular de Tannú Tuvá fue un Estado parcialmente reconocido en el antiguo territorio del protectorado de Tuvá de la Rusia Imperial, también conocido como la República de Urianjái. La República Popular de Tuvá es ahora conocida formalmente como República de Tuvá dentro de la Federación de  Rusia. Jertek Anchimaa-Toka fue su jefa de Estado entre 1940 y 1944, siendo reconocida como la primera mujer jefa de Estado no hereditaria del mundo moderno.
La Unión Soviética y la República Popular de Mongolia fueron los únicos países en reconocer la soberanía del país durante su existencia, en 1924 y 1926, respectivamente.

## Historia
Siguiendo la Revolución rusa de 1917, las tropas bolcheviques tomaron Tuvá en enero de 1920. El caos que acompañó a esta era permitió a los tuvanos proclamar nuevamente su independencia. El 14 de agosto de 1921, los bolcheviques (apoyados por Rusia) establecieron la República Popular de Tuvá, llamada Tannú Tuvá hasta 1926. El nombre de la capital, Belotsarsk (Белоцарск), fue finalmente cambiado a Kyzyl (’Rojo’, en lenguas túrquicas; transcripción rusa: 'Кызыл'). Un tratado entre la Unión Soviética  y Mongolia en 1926 afirmó la independencia del país.
El primer ministro de Tuvá fue Donduk Kuular. Kuular hizo del budismo la religión de Estado y trató de limitar la propaganda proveniente de la Union sovietica. También trató de establecer lazos con Mongolia. La Unión Soviética se alarmó cada vez más por estas iniciativas, hasta que en 1929, el primer ministro Kuular fue arrestado durante un golpe de Estado llevado a cabo por cinco jóvenes tuvanos graduados de la Universidad Comunista de los Trabajadores del Este de Moscú (KUTV) y luego fue ejecutado. En la Unión Soviética, tiempo después (en 1930), esos cinco miembros de la KUTV, el mismo grupo que ejecutó a Kuular, fueron designados comisarios extraordinarios de Tuvá. 
La ley incondicional del gobierno de Iósif Stalin purgó a alrededor de un tercio de los miembros del Partido Comunista de Tuvá, y empujó a la colectivización de los cultivos dentro del país, tradicionalmente nómada. El nuevo gobierno intentó destruir el budismo y el chamanismo en Tuvá, política animada por Stalin. Evidencias del éxito de estas acciones pueden ser vistas en la caída de los números de lamas en el país: en 1929, había 25 lamaristas y cerca de 4.000 lamas y chamanes, en 1931, había sólo un lamarista, quince lamas y aproximadamente 725 chamanes. Las tentativas de supresión del nomadismo fueron más difíciles. Un censo en 1931 mostró que el 82,2 % de los tuvanos seguían siendo nómadas. Salchak Toka, uno de los comisarios extraordinarios, fue nombrado Secretario General del Partido Popular Revolucionario de Tuvá en 1932. Se quedaría en el poder hasta su muerte en 1973.

### Segunda Guerra Mundial
El 22 de junio de 1941, durante la Gran Guerra Patria, tuvo lugar en Tuvá el X Congreso del Gran Jural de la República Popular de Tuvá. Los delegados del Congreso (334 personas) reunidos en la reunión adoptaron por unanimidad una declaración, que proclamaba:

El pueblo de Tuvá, encabezado por su partido y gobierno revolucionarios, está dispuesto con todas sus fuerzas y medios a participar en la lucha del pueblo soviético contra el agresor fascista hasta la victoria final sobre él.

Al adoptar la declaración, Tuvá marcó su entrada en la guerra del lado de la URSS, declarando oficialmente la guerra a la Alemania nazi y sus aliados. Así, la República Popular de Tuvá se convirtió en el primer estado extranjero en actuar oficialmente como aliado de la Unión Soviética en su lucha contra la Alemania nazi tras su entrada en la Gran Guerra Patria. Al hacerlo, se comprometió a brindar asistencia a la Unión Soviética.
Las reservas de oro de la república (unos treinta millones de rublos) se transfirieron a Moscú. De junio de 1941 a octubre de 1944, Tuvá suministró cincuenta mil caballos, cincuenta y dos mil pares de esquís, doce mil abrigos de piel cortos, quince mil pares de botas de fieltro, setenta mil toneladas de lana de oveja, varios cientos de toneladas de carne, carros, trineos, para el necesidades del Ejército Rojo, arneses y otros bienes por un valor total de alrededor de 66,5 millones de rublos. Se compraron varias docenas de aviones de combate y tanques con donaciones de la población tuvana.
En 1942, el gobierno soviético autorizó la admisión de voluntarios de Tuvá a las filas del Ejército Rojo. Anteriormente, se anunció la movilización de ciudadanos de habla rusa en el Ejército Rojo. Los primeros voluntarios se unieron a las filas del Ejército Rojo en mayo de 1943 y se alistaron en el 25.º Regimiento Independiente de Tanques (desde febrero de 1944, como parte del 52.º Ejército del Segundo Frente Ucraniano), que participó en combates en Ucrania, Moldavia, Rumanía, Hungría y Checoslovaquia. En septiembre de 1943, el segundo grupo de voluntarios (206 personas) se alistó en la 8.ª División de Caballería, donde participó en un ataque a la retaguardia alemana en el oeste de Ucrania. En total, durante la guerra, hasta 8000 habitantes de Tuvá sirvieron en las filas del Ejército Rojo. 5000 de ellos recibieron diversas condecoraciones y once fueron galardonados con el título de Héroe de la Unión Soviética. Otras fuentes, sin embargo, aseguran que el subteniente Churguy-ool Jomusju fue el único galardonado con dicho título durante la Segunda Guerra Mundial.
El 17 de agosto de 1944, la VII sesión del Pequeño Jural de Tuvá (parlamento) adoptó una declaración sobre la anexión de la República Popular de Tuvá a la Unión Soviética y solicitó al Sóviet Supremo de la Unión Soviética que aceptara a Tuvá en la URSS como una región autónoma en la RSFS de Rusia; el Presídium del Sóviet Supremo de la URSS, por decreto del 11 de octubre de 1944, concedió la petición y propuso al Soviet Supremo de la RSFS de Rusia aceptar la anexión de la República Popular de Tuvá a la RSFS de Rusia como Óblast autónomo Tuvano. Por decreto del Presídium del Sóviet Supremo de la RSFS de Rusia del 14 de octubre de 1944 «Sobre la admisión de la República Popular de Tuvá en la República Socialista Federativa Soviética de Rusia», Tuvá fue admitida en la RSFS de Rusia como Óblast autónomo Tuvano; no se celebró referéndum sobre este tema.  El 10 de octubre de 1961, se transformó en la República Autónoma Socialista Soviética de Tuvá (RASS de Tuvá).
Actualmente Tuvá es formalmente conocida como República de Tuvá dentro de la Federación de Rusia. Mientras ha habido negociaciones sobre la restauración de la soberanía de Tuvá (lo cual es formalmente posible), no han tenido ningún impacto hasta la fecha por varias razones, entre ellas la dependencia nacional de la economía rusa y la rusificación de la población (aunque alrededor del 75 % pertenecen al grupo étnico tuvano).
El partido gobernante durante su independencia fue el Partido Revolucionario del Pueblo Tuvano, que fue el único partido legal con representación política además del partido comunista soviético. Desde allí se tomaban las decisiones más importantes del país, siendo en la práctica una dictadura.

## Política

Bandera del Partido Revolucionario Popular Tuvano

El gobierno estuvo dirigido por el Partido Revolucionario Popular Tuvano (ᠲᠠᠩᠨᠦ ᠲᠤᠧᠠ ᠢᠢᠨ ᠠᠷᠠᠳ ᠤᠨ ᠬᠤᠪᠢᠰᠭᠠᠯ ᠳᠤ ᠨᠠᠮ) en un sistema unipartidista. Bajo el patrocinio soviético, se convocó una conferencia de revolucionarios tuvanos el 29 de octubre de 1921 y se formó una oficina de organización. El primer Congreso se reunió el 28 de febrero de 1922, cuando se estableció el Gobierno Popular de Turán. 
Sin embargo, tan pronto como se reunió el Segundo Congreso el 6 de julio de 1923, el antiguo partido se disolvió debido al descontento soviético y se organizó uno nuevo. El Cuarto Congreso se reunió en octubre de 1925; el Séptimo Congreso, en 1928. Se autorizó al Comité Central a establecer células del partido y ramas de la liga de la juventud revolucionaria en todo el país. Durante la Segunda Sesión Plenaria del Comité Central del partido en 1929, el liderazgo de derecha, que había tenido la intención de mantener el budismo tibetano como religión estatal en el sentido antiguo, en contradicción con la constitución proclamada, fue completamente destruido.
Bajo la consigna de «revolución antifeudal», el Octavo Congreso allanó el camino para la reconstrucción y la colectivización socialista. Cuando, en abril-mayo de 1930, estalló la llamada «contrarrevolución de los nobles tuvanos y los colonos kulak rusos» con la intención de "derrocar al 'Gobierno Revolucionario'", también fue sofocada por la fuerza. Se adoptaron resoluciones en el Comité Central del Partido Popular Revolucionario del Pueblo Tuvano para confiscar la propiedad de la clase explotadora, llevar a cabo la colectivización agrícola "sobre una base incondicionalmente voluntaria", "luchar por la completa independencia de los países imperialistas y cooperar estrechamente con los pueblos oprimidos y la clase obrera de todo el mundo".
Una figura destacada en su etapa inicial fue Donduk Kuular. En 1929-1932, se produjo un cambio político, comenzando con el golpe de Estado, cuando fueron purgados y ejecutados políticos independentistas del partido, incluido Kuular. Donduk Kuular fue rehabilitado en 2007. El liderazgo del partido fue asumido por el prosoviético Salchak Toka. El partido fue admitido en la Comintern como un "partido simpatizante" en su Séptimo Congreso en 1935.

## Gobierno
El órgano supremo de poder en la República Popular de Tuvá era el Gran Jural, que era un análogo del Congreso de los Sóviets de la URSS. En los intervalos entre los Grandes Juráls, operaba el Pequeño Jural, que era un análogo del Comité Ejecutivo Central y funcionaba de manera sesional. En los intervalos entre sesiones del Pequeño Jural, actuaba su presídium. El Consejo de Ministros era el órgano administrativo y ejecutivo.

## Población
|               | 1918   | 1931   | 1944    | 1958    |
| ------------- | ------ | ------ | ------- | ------- |
| Tuvanos       | 48 000 | 64 900 | 81 100  | 98 000  |
| Rusos y otros | 12 000 | 17 300 | 14 300a | 73 900  |
| Total         | 60 000 | 82 200 | 95 400  | 171 900 |

a. La población rusa disminuyó debido al reclutamiento en el Ejército Rojo durante la Segunda Guerra Mundial.